# Tone-Klasse
Die Tone-Klasse (japanisch 利根型重巡洋艦) war eine Klasse von zwei Schweren Kreuzern der Kaiserlich Japanischen Marine, die von 1938 bis 1945 in Dienst stand. Sie waren vor allem als Aufklärungskreuzer konzipiert und führten mehrere Aufklärungsflugzeuge mit sich.

## Geschichte

### Entwicklungsgeschichte
Die späteren Kreuzer der Tone-Klasse wurden ursprünglich als Weiterentwicklung der Kreuzer der Mogami-Klasse geplant. Die mangelnde Stabilität der Mogami-Klasse in schwerer See wurde bei den Kreuzer der Tone-Klasse durch einen verstärkten Rumpf und den Einsatz von Torpedowulsten verbessert, die ebenfalls dem Unterwasserschutz bei Torpedotreffern dienten. 1936 änderten sich die Vorgaben, obwohl sich beide Schiffe bereits im Bau befanden. Die neuen Vorgaben sahen nun ihren Einsatz als Aufklärungsmittel, die vor der Flotte operierend diese mit ihren acht mitgeführten Bordflugzeugen vor möglichen Bedrohungen frühzeitig warnen sollte. Um dabei im laufenden Flugbetrieb alle Hauptgeschütze abfeuern zu können und die Flugzeuge vor deren Gasdruck zu schützen, wurden alle Hauptgeschütze auf das Vorschiff verlegt. Hierbei wurde auch die ursprüngliche Planung 15,5-cm-Geschütze zu verbauen fallengelassen, da Japan beabsichtigte zum Ende des Jahres 1936 aus den Flottenverträgen auszutreten und daher die Schiffe mit schwerer Artillerie ausgerüstet werden konnten. Durch diese Maßnahmen erhöhte sich die Entwurfsverdrängung von 8.450 auf 12.500 ts.

### Bau
Die beiden Schiffe der Klasse (Tone und Chikuma) wurden im Rahmen des 2. Kreis-Bauprogramms (Maru 2 Keikaku) von 1934 geordert und im Dezember 1934 bzw. Oktober 1935 auf der Werft von Mitsubishi in Nagasaki auf Kiel gelegt. Sie liefen im November 1937 und März 1938 vom Stapel und wurden im November 1938 bzw. Mai 1939 in Dienst gestellt.

## Einheiten
| Name           | Bauwerft             | Kiellegung       | Stapellauf        | Indienststellung  | Verbleib                                                                         |
| -------------- | -------------------- | ---------------- | ----------------- | ----------------- | -------------------------------------------------------------------------------- |
| Tone (利根)    | Mitsubishi, Nagasaki | 1. Dezember 1934 | 21. November 1937 | 20. November 1938 | versenkt am 24. Juli 1945 durch amerik. Luftangriff, bei Kure                    |
| Chikuma (筑摩) | Mitsubishi, Nagasaki | 1. Oktober 1935  | 19. März 1938     | 20. Mai 1939      | versenkt am 25. Oktober 1944 während der See- und Luftschlacht im Golf von Leyte |

## Technische Beschreibung

### Rumpf
Der Rumpf der Kreuzer der Tone-Klasse, unterteilt in wasserdichte Abteilungen, war über alles 201,6 Meter lang, 19,4 Meter breit und hatte bei einer Einsatzverdrängung von 15.444 Tonnen einen Tiefgang von 6,23 Metern.

#### Panzerung
Der Panzerschutz setzte sich aus einem bis zu 35 bis 64 mm starken Panzerdeck und einem bis 125 mm starken Gürtelpanzel (Maschinenräume 100 mm und Munitionskammern 125 mm) zusammen.

### Antrieb
Der Antrieb erfolgte durch acht ölbefeuerte Dampferzeuger – Kampon-Kessel des Yarrow-Typs – und vier Getriebeturbinensätze – mit denen eine Gesamtleistung von 152.000 PS (111.796 kW) erreicht wurde. Diese gaben ihre Leistung an vier Wellen mit je einer dreiflügeligen Schraube ab. Die Höchstgeschwindigkeit betrug 35,2 Knoten (65 km/h) und die maximale Fahrstrecke 9.000 Seemeilen (16.668 km) bei 18 Knoten wofür 2.950 Tonnen Schweröl gebunkert werden konnten.

### Bewaffnung

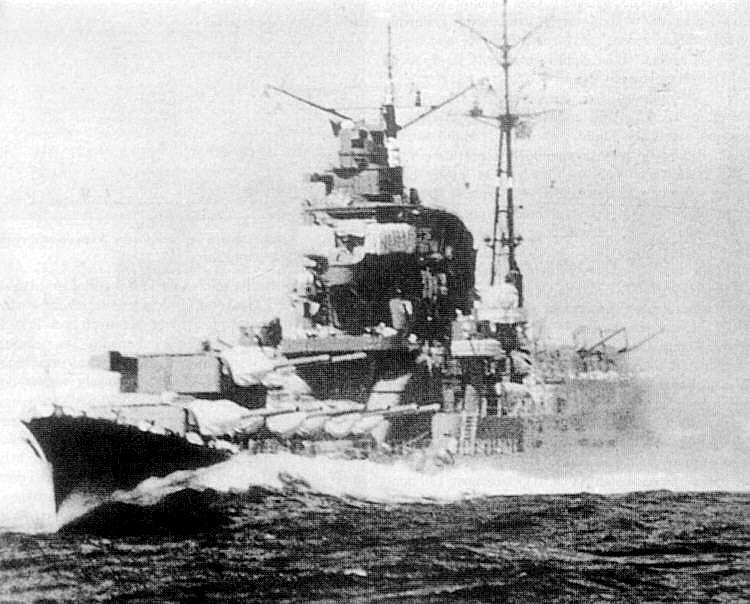
Die Chikuma, mit deutlich erkennbarer Aufstellung der Artillerie auf dem Vorschiff

#### Artillerie
Die Artilleriebewaffnung bestand aus acht 20,3-cm-Seezielgeschützen mit Kaliberlänge 50 Typ 3 Nr.2. Diese Geschütze hatten eine Feuerrate von 3 bis 4 Schuss je Minute und konnten eine 125,6 Kilogramm schwere Granate bis zu 29,4 Kilometer weit schießen. Sie waren in vier bis zu 175 Tonnen schweren Zwillingstürmen (Modell E3) in Schiffsmittellinie auf dem Vorschiff aufgestellt. Dabei war Turm „B“ überhöht positioniert, während die übrigen Türme direkt auf dem Wetterdeck aufsaßen. Die Türme hatten eine Seitenrichtgeschwindigkeit von 4° pro Sekunde, eine Höhenrichtgeschwindigkeit von 6° pro Sekunde und einen Höhenrichtbereich von −5° bis +55°. Sie konnten mit entsprechender Munition auch zur Luftabwehr eingesetzt werden.

#### Schwere Flugabwehr
Die Schwere Flugabwehrbewaffnung bestand aus acht 12,7-cm-Geschützen mit Kaliberlänge 40 des Typ 89 in vier Doppellafette, je zwei auf der Steuerbord- und Backbordseite mittschiffs Höhe des Schornsteins.
Die 12,7-cm-Geschütze erreichten eine Kadenz von rund 8 Schuss pro Minute und die maximale Reichweite betrug etwa 9,4 Kilometer bei 75° Rohrerhöhung. Die 24,5 Tonnen schwere Doppellafette (Typ A1 Model 1) war um 360° drehbar und hatte einen Höhenrichtbereich von −7° bis +75°.

#### Leichte Flugabwehr
Bei Indienststellung bestand die leichte Flugabwehrbewaffnung aus einer Standardausstattung von acht 2,5-cm-Maschinenkanonen Typ 96 in vier Zwillingslafetten mittschiffs und vier 13,2-mm-Maschinengewehren Typ 93 in zwei Zwillingslafetten auf dem Brückenaufbau.
Die 2,5-cm-Maschinenkanonen verschossen im Einsatz rund 110 bis 120 Schuss pro Minute, die effektive Reichweite lag bei etwa 3 Kilometern bei 85° Rohrerhöhung. Die 1,1 Tonnen schweren Zwillingslafetten waren um 360° drehbar und hatte einen Höhenrichtbereich von −10° bis +85°.
Die 13,2-mm-Maschinengewehre verschossen im Einsatz rund 250 Schuss pro Minute, die Reichweite lag bei etwa 4,5 Kilometern bei 85° Rohrerhöhung. Die 314 Kilogramm schwere Lafette war um 360° drehbar und hatte einen Höhenrichtbereich von −15° bis +85°.
Leichte Flugabwehrbewaffnung von Schweren Kreuzern der Hauptmächte des Zweiten Weltkrieges, etwa 1941.
| Klasse     | Tone                      | Admiral Hipper       | Zara                       | Algérie                    | Kirow                     | York                   | New Orleans        |
| ---------- | ------------------------- | -------------------- | -------------------------- | -------------------------- | ------------------------- | ---------------------- | ------------------ |
| Land       | Japan                     | Deutsches Reich      | Italien                    | Frankreich                 | Sowjetunion               | Vereinigtes Königreich | Vereinigte Staaten |
| Flugabwehr | 8 × 2,5−cm 4 × 13,2-mm MG | 12 × 3,7−cm 8 × 2−cm | 16 × 3,7−cm 8 × 13,2-mm MG | 4 × 3,7−cm 16 × 13,2-mm MG | 6 × 4,5−cm 4 × 12,7-mm MG | 16 × 4−cm              | 8 × 12,7-mm MG     |

Bedingt durch die starken alliierten Luftstreitkräfte während des Pazifikkrieges kam es zu einer kontinuierlichen Verstärkung der 2,5-cm-Maschinenkanonen und ersetzen der 13,2-mm-Maschinengewehre durch diese. Im Juni 1944 bestand die leichte Flugabwehr aus 54 Rohren in acht Drillings-, sechs Zwillings- und achtzehn Einzellafetten. Später kamen noch zwei weitere Doppellafetten hinzu.

#### Torpedos
Die Torpedobewaffnung bestand aus vier Dreifachtorpedorohrsätzen im Kaliber 61 cm, welche Torpedos des Typ 93 verschossen. Diese waren, je zwei an Backbord und Steuerbord, auf Höhe des achteren Dreibeinmastes aufgestellt.

### Sensoren

#### Radar
Zur Erfassung von Luft- und Seezielen wurde 1943 ein Funkmessgerät (Radar) des Typ 21 eingerüstet. Dieses Radargerät konnte eine Gruppe von Flugzeug in bis zu 100 Kilometer, ein einzelnes Flugzeug in bis zu 70 Kilometer und ein großes Seefahrzeug in bis zu 20 Kilometer Entfernung orten. Es arbeitete mit einer Wellenlänge von 150 cm und hatte eine Sendeleistung von 5 kW.
Ab 1944 wurde zur Luftraumüberwachung ein Gerät des Typs 13 eingerüstet. Dieses Radargerät konnte eine Gruppe von Flugzeugen in bis zu 100 Kilometer und ein einzelnes Flugzeug in bis zu 50 Kilometer orten. Es arbeitete mit einer Wellenlänge von 100 cm und hatte eine Sendeleistung von 10 kW. Des Weiteren zwei Typ 22 zur Suche nach Überwasserzielen und zur Feuerleitung.

#### Sonar
Zur Suche nach U-Booten war ein Echoortungssystem des Typ 93 und einem Hydrophon-Set vom Typ 93 eingerüstet. Dieses Hydrophon-Set bestand aus zwei Gruppen zu je acht Sensoren, eine Gruppe auf jeder Schiffsseite.

### Flugtechnische Einrichtungen

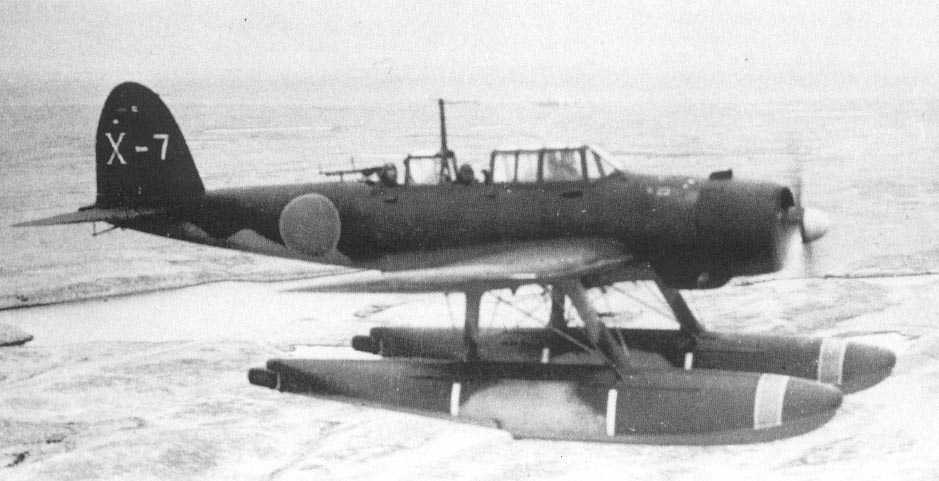
Bordflugzeug des Typs Aichi E13A

Auf dem Achterschiff standen zwei mit Schwarzpulver betriebene Katapulte Kure Typ 2 Modell 5 für Seeflugzeuge zur Verfügung, je eines an Backbord und Steuerbord. Die Flugzeuge konnten von ihren offenen Parkpositionen aus vom technischen Personal über ein Schienensystem zu den Katapulten gerollt werden. Bei ihrer Rückkehr landete die jeweilige Maschine auf dem Wasser und wurde von einem am achteren Dreibeinmast befindlichen Derrickkran zurück auf das Schiff bzw. Katapult gehoben. Bei den mitgeführten Bordflugzeugen handelte es sich um die Typen Kawanishi E7K und Nakajima E8N, die im späteren Kriegsverlauf durch die moderneren Typen Aichi E13A und Mitsubishi F1M ersetzt wurden. Die Quellenlage deutet darauf hin, dass jedoch nie mehr als fünf Flugzeuge mitgeführt wurden.

## Besatzung
Die Besatzung hatte eine Stärke von 850 Offizieren, Unteroffizieren und Mannschaften, welche sich bis Kriegsende auf Grund der personalintensiven zusätzlich eingerüsteten Flugabwehrbewaffnung erhöhte.